# 相模女子大学
相模女子大学（さがみじょしだいがく、英語: Sagami Women's University）は、神奈川県相模原市南区文京2-1-1に本部を置く日本の私立大学。1900年創立、1949年大学設置。大学の略称は相模女、相女。いずれも読み方は「さがじょ」。

## 概要
明治36年（1903年）の専門学校令の適用を受けた学校の中で、1904年に創立された日本女子大学校（日本女子大学）、女子英学塾（津田塾大学）、青山女学院英文専門科（青山学院大学）についで日本で4番目に古い女子大学である。正門からまっすぐにのびる銀杏並木は季節によって美しい情景を醸し出している。首都圏西部大学単位互換協定会協定校。

## 沿革

### 歴史

#### 日本女学校の創設
1900年（明治33年）9月1日、西澤之助によって私立日本女学校が東京市本郷区龍岡町36番地（現在の東京都文京区湯島4丁目1番11号）に開設され、翌月10月18日に開校した。

#### 帝国女子専門学校の開設
私立帝国女子専門学校と同附属日本高等女学校は、1909年（明治42年）年4月24日に設立が認可された。

### 年表
- 1900年 西澤之助、日本女学校設立（東京市本郷区龍岡町。現在の文京区湯島4丁目）
- 1909年 平山成信、帝国女子専門学校開設（東京市小石川区大塚町。現在の文京区大塚）、日本女学校を改組して日本高等女学校を附置
- 1915年 日本高等女学校に静修実科女学校を併設
- 1945年 空襲により校舎と学寮焼失。近隣の拓殖大学で授業再開
- 1946年 神奈川県相模原市（現在地）に帝国女専と静修実科女学校が移転、日本高等女学校は世田谷区に移る。
- 1949年 相模女子大学（学芸学部）開設
- 1950年 静修女子高等学校（静修実科女学校校を学制改革で改組）を相模女子大学高等学校とする
- 1955年 日本女子高等学校（日本高等女学校を学制改革で改）を廃校
- 1991年 マニトバ州立大学（カナダ）と姉妹校協定
- 2000年 創立100周年記念式典挙行
- 2008年 相模女子大学大学院設置。幼稚部から大学院まですべてを備える。同時期に学部学科改編を行い、大学に3学部8学科、短期大学部に2学科の計10学科体制となる。（その後、2013年に大学3学部9学科、短期大学部1学科体制となる。）
- 2020年 創立120周年を迎える。相模女子大学大学院に専門職大学院社会起業研究科設置。

## 設立の趣旨に関する記述
1900年の日本女学校設立に関して、下記の記事がある。文京区役所、1981年、『文京区史：第2版巻3』、852ページより引用する。
「日本女学校規則書にはその学校設立の趣旨を説いて、「女子はただ学術技芸に長けたるのみにては未だ足れりとすべからず。あはせて高尚なる心術堅固なる徳操を養成するにあらざれば、女子たる本分を全くすること能はざるなり。その婦徳養成の基本は、我が国史上におのづから備はれる高潔善美の良風即貞淑賢良の婦徳より善きはなし」と。跡見女学校と同じく伝統主義に拠る女学校がここに誕生をみたのである。33年に1年生から3年生までの募集をしたところ、298名の応募があったと伝えられる。生徒達は実業家や近隣の上流家庭の子女達であり、日本主義をたてまえとする学校であるだけに、服装は、袴は海老茶、髪はおさげや束髪や桃割れといったふうであった。」

## キャンパス
- 相模原キャンパス（陸軍通信学校跡地）

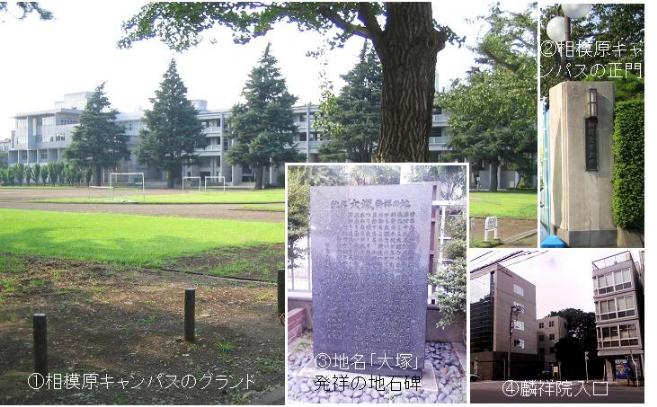
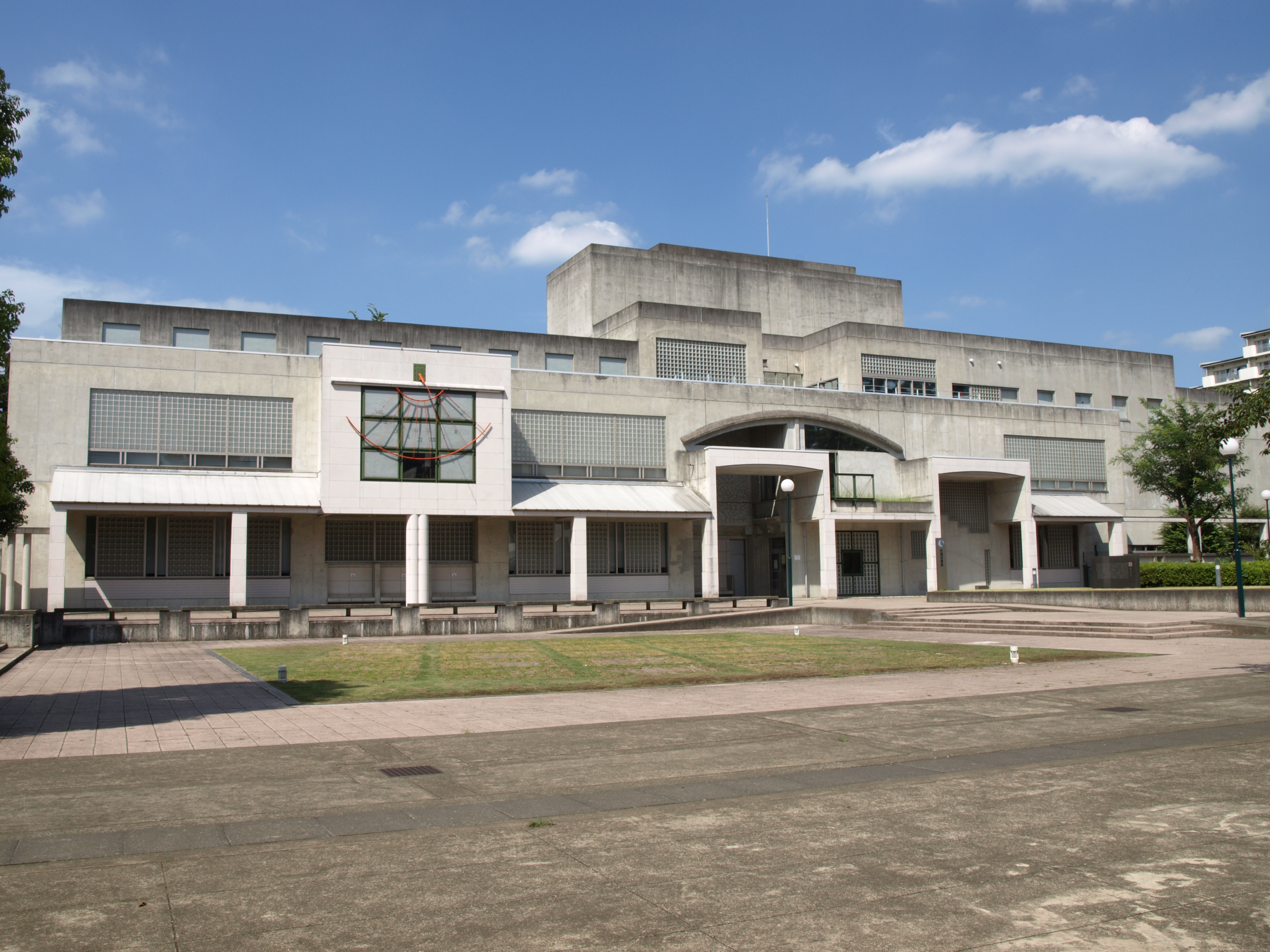
附属図書館
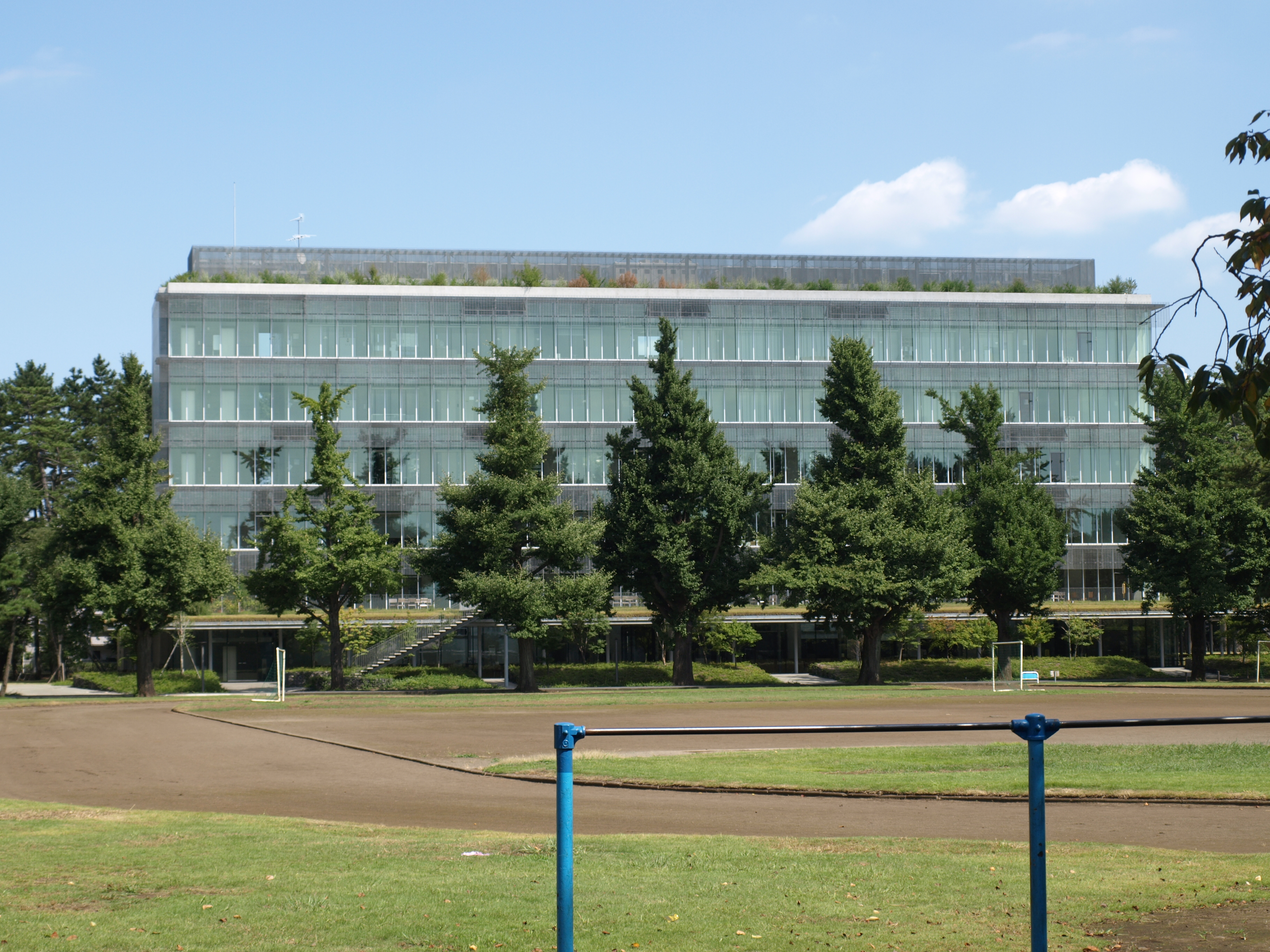
マーガレット本館
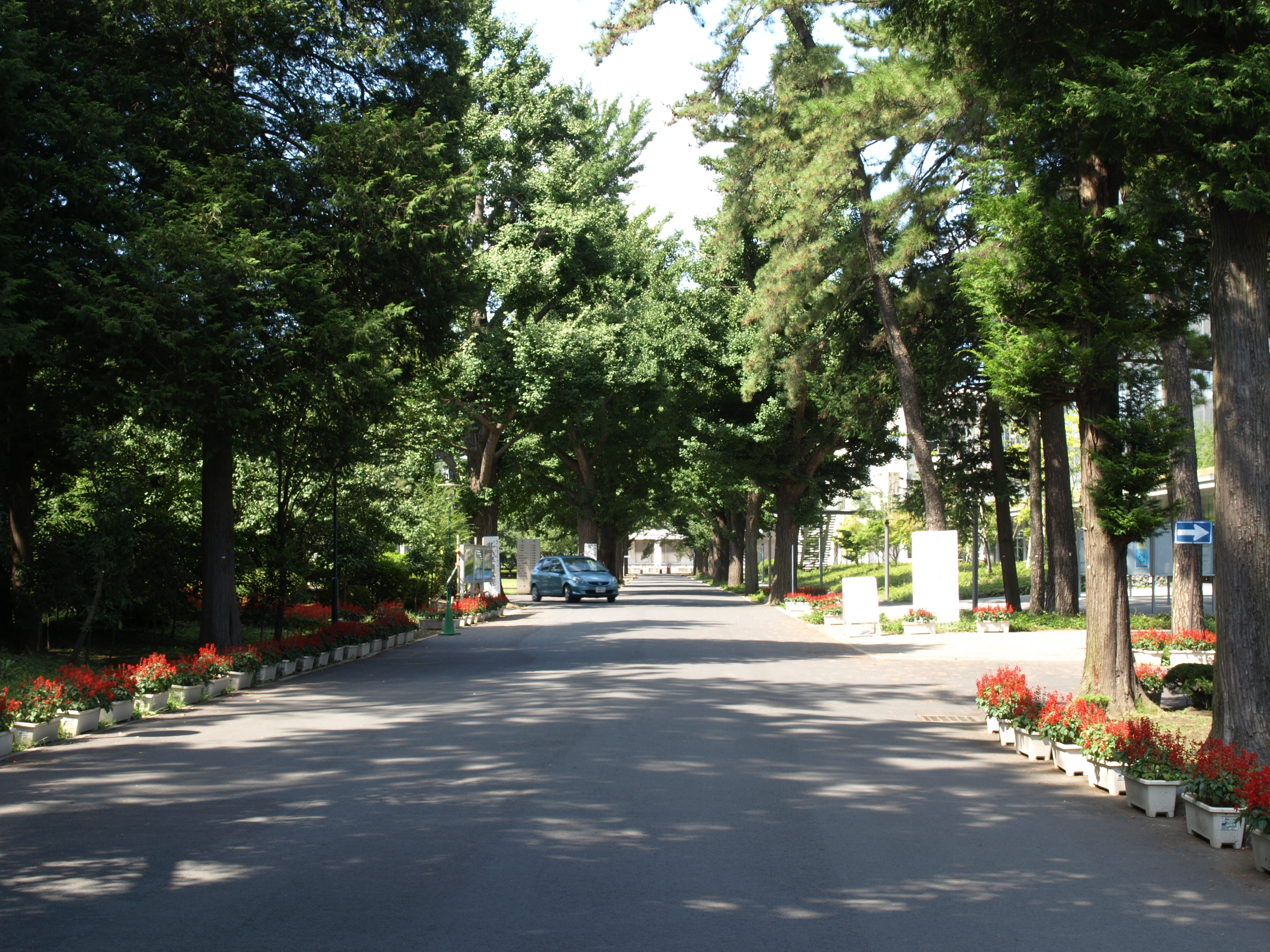
銀杏並木
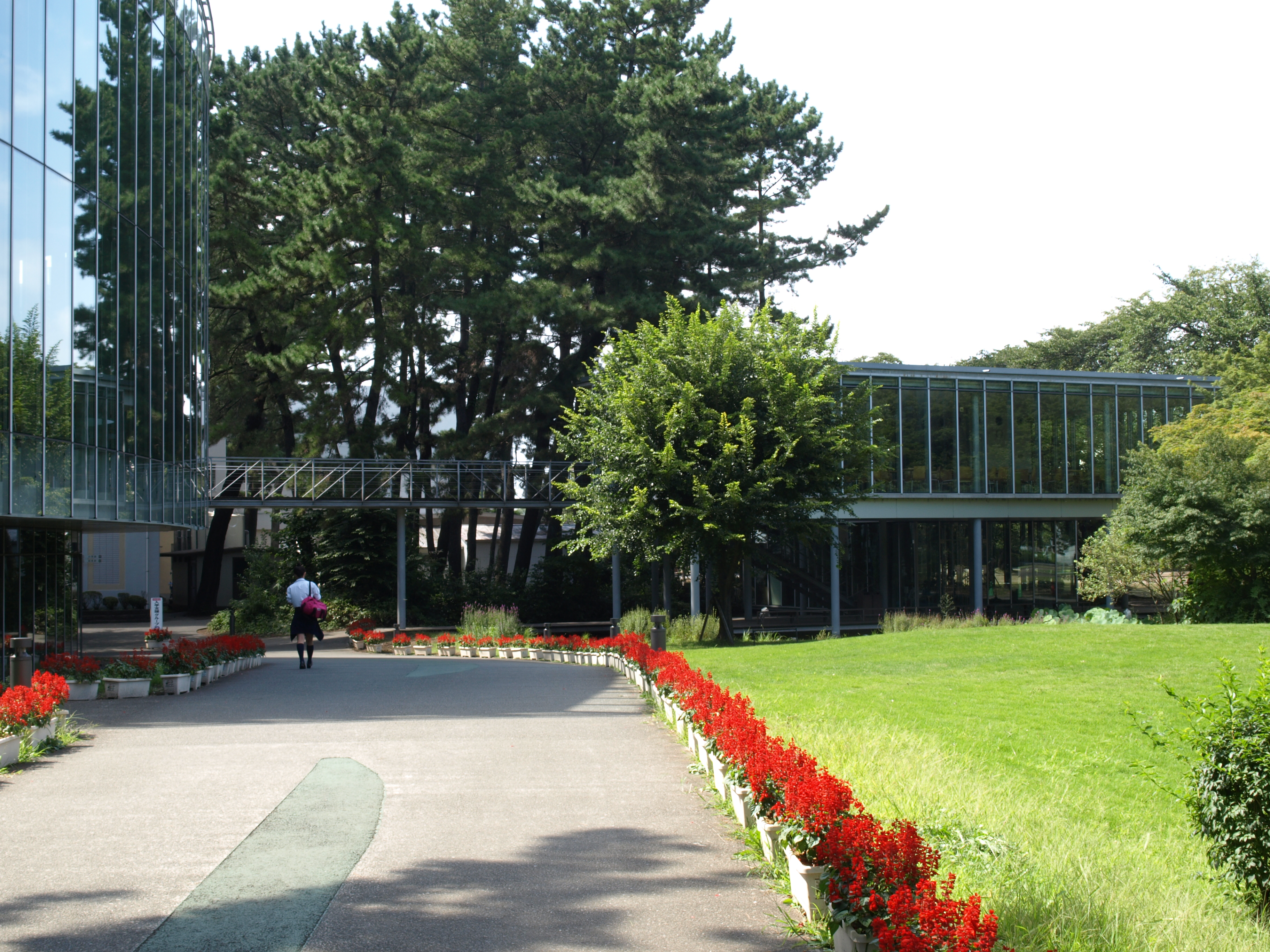
マーガレットホール  夢をかなえるセンター
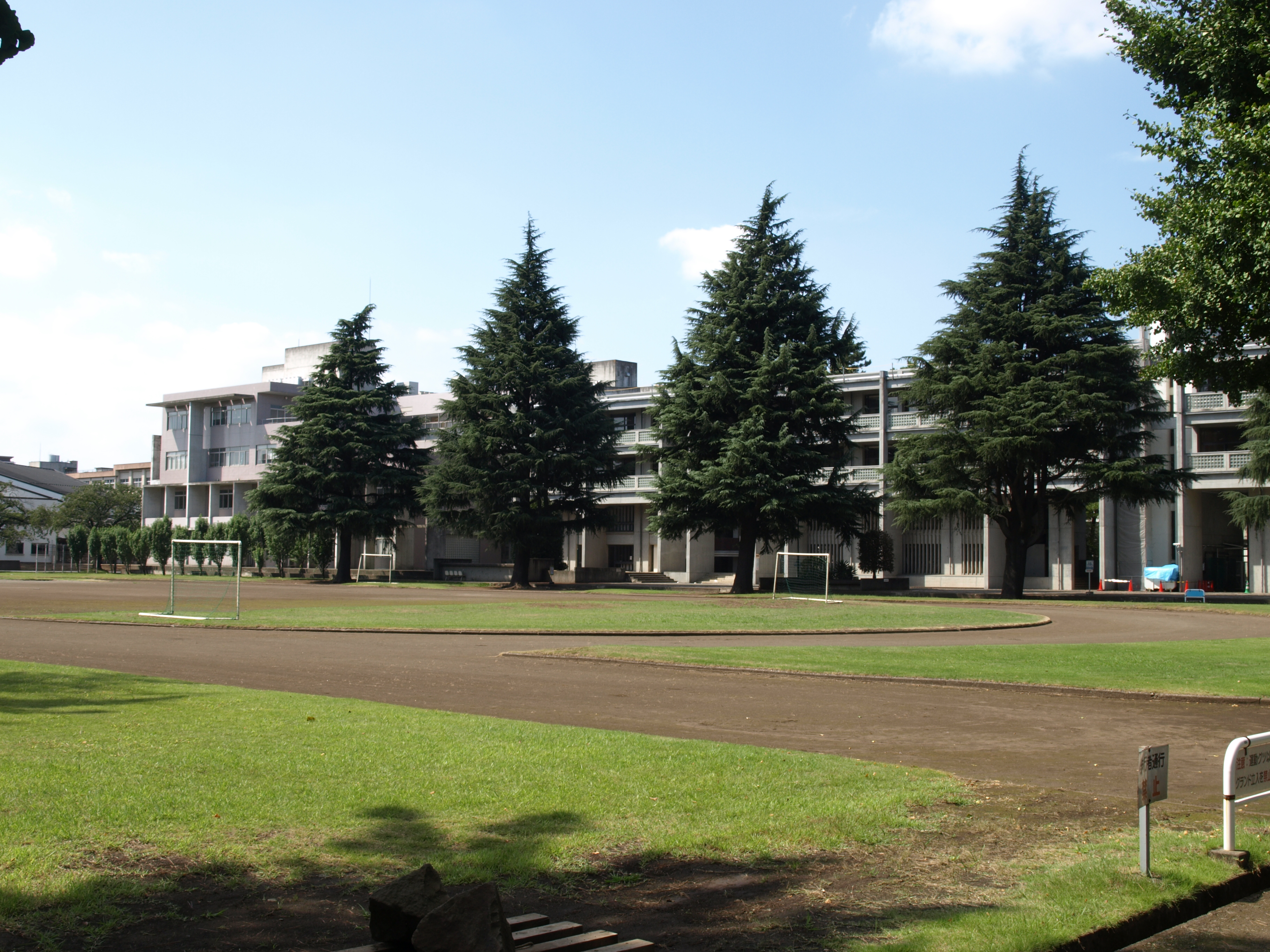
グラウンドと1号館・11号館

## 交通
- 小田急線相模大野駅 徒歩10分

## 学部・学科
- 学芸学部
  - 日本語日本文学科
  - 英語文化コミュニケーション学科
  - 子ども教育学科
  - メディア情報学科
  - 生活デザイン学科
- 人間社会学部
  - 社会マネジメント学科
  - 人間心理学科
- 栄養科学部
  - 健康栄養学科
  - 管理栄養学科
- 短期大学部
  - 食物栄養学科

## 大学院
- 栄養科学研究科
- 社会起業研究科

## その他付属施設
- 相模女子大学附属図書館

　大学図書館には珍しい、12畳の和室閲覧室がある。2015年にはブックカフェも設置。
- 相模女子大学中学部・高等部
- 相模女子大学小学部
- 相模女子大学幼稚部（認定こども園）
- カフェテリア

## 対外関係
国際・学術交流等協定校
- ソウル女子大学（韓国・ソウル特別市）
- マニトバ州立大学（カナダ・マニトバ州）
- 文藻外語大学（台湾・高雄市）

産学連携
- 久保田酒造株式会社 - 梅酒「翠想」を共同開発[2][3]。
- 株式会社東京ポンパドウル - 学生考案のレシピを商品化[4]

## 奨学金
詳細は「奨学金」を参照

## 著名な関係者
本節では短期大学部関係者も含める。

### 教職員
- 池上裕子 - 歴史学者、元講師
- 井坂聡 - 映画監督、人間社会学部教授
- 江上照彦 - 評論家・翻訳家、元教授
- 小笠原忠統 - 元教授
- 風間誠史 - 理事長
- 金子修介 - 映画監督、教育・文化顧問
- 小泉典子 - 前学長
- 近藤れん子 - ファッションデザイナー・発明家、元講師
- 酒井紀美 - 歴史学者、元講師
- 里深文彦 - 科学史家、元講師・教授
- 佐野美津男 - 児童文学者、元教授
- 白河桃子 - ジャーナリスト、大学院特任教授
- 土井虎賀寿 - 哲学者、元教授
- 中野清 - 中国文学者、非常勤講師
- パトリック・ハーラン （ぱっくん）- お笑い芸人、俳優、元客員教授
- 日高一輝 - 平和運動家、元講師
- 平野謙 - 文芸評論家、元教授
- 巻正平 - 評論家、元教授
- 松平康昌 - 元学長
- 松原純一 - 編集者・近代文学研究者、元教授
- 森本元子 - 国文学者、元教授

### 出身者
- 柏木薫 - 小説家
- 金森トシエ - 読売新聞初の女性記者、かながわ女性センター初代館長　帝国女子専門学校中退
- 岸田袈裟 - 国際協力機構 (JICA) 専門家、ボランティア活動家、2006年Newsweek「世界が認めた日本女性100人」、第14回読売国際協力賞受賞
- 来栖琴子 - アナウンサー、著作家、ジャーナリスト
- 小西寛子 - 女優
- 瑳峨三智子 - 女優 中退
- 筋野裕子 - アナウンサー
- 鶴岡トシ - 教育家
- 前川涼子 - 声優
- 松本悠佳 - プロスキーヤー
- 山崎彩 - アナウンサー
- 渡辺令恵 - 競技かるた選手

### その他
- 香山壽夫 - 建築家、1号館設計者
- 高木東六 - 作曲家、大学校歌を作曲

## 相模女子大学を舞台とした作品
- 泣くな青春 - 1972年
- 野性の証明
- おおヒバリ
- 小さな恋のものがたり
- 学校じゃ教えられない!
- ラフ ROUGH - 2006年公開。主演：長澤まさみ、速水もこみち。
- 冗談じゃない! - 2007年
- ビリギャル - 2015年
- ちはやふる - 2016年
- オオカミ少女と黒王子 - 2016年
- 正義のセ - 2018年
- 探偵が早すぎる - 2018年
- 刑事7人 - 2018年
- SUITS/スーツ - 2018年
- ラジエーションハウス - 2019年
- インハンド - 2019年
- 緊急取調室 - 2019年
- 左ききのエレン - 2019年
- シャーロック　アントールドストーリーズ - 2019年
- アリバイ崩し承ります - 2020年
- 赤い霊柩車38 - 2020年

## 公式サイト
- 相模女子大学